# Тычко, Галина Казимировна
Тычко́ Гали́на Казими́ровна — доктор филологических наук, профессор по специальности «Литератураведение», профессор кафедры медиалогии и веб-журналистики. Родилась 11 ноября 1955 года в д. Стошули Миорского р. Витебской обл.
В 1978 году закончила филологический факультет БГУ. Работала учителем в Шкловском р. Могилёвской обл.
С 1979 года — гидом-переводчиком польского языка БМТМ «Спадарожнік» Минского обком комсомола. В 1982 году поступила на заочное отделение аспирантуры БГУ, а в 1987 году защитила кандидатскую диссертацию «Морально-этический поиск молодой белорусской прозы (70-80-е г.)» (научный руководитель — проф. Дмитрий Яковлевич Бугаёв). В марте 1986 года зачислена на работу в еженедельник «Литература искусство» на должность корреспондента, с 1987 года — старший корреспондент, а с 1992 года — специальный корреспондент.
С 1993 года — член союза белорусских писателей по секции литературной критики, работает редактором отдела критики и литературоведения журнала «Полымя».
С 1995 года — доцент кафедры белорусской литературы БГПУ им. М. Танка.
В 2001 году закончила докторантуру и в 2003 году защитила докторскую диссертацию на тему «Творчество Янки Купалы и традиции духовной региональности в польской литературе XIX — начала XX веков» (научный консультант — академик Виктор Антонович Коваленко).
С 2002 года — доцент, потом профессор кафедры социологии журналистики и факультета журналистики БГУ.
В январе 2005 года получила ученое звание профессора, а с 2006 года — руководитель кафедры белорусской филологии и всемирной литературы БГУ культуры и искусств.
С ноября 2013 года — профессор кафедры социологии и журналистики Института журналистики БГУ.
В сферу научных интересов входит — история белорусской литературы, кампаративистика, полонистика, современный литературный процесс в европейском контексте. Имеет более 200 публикаций научного и научно-популярного и методического характера. 